# Itä-Pasila
Pasila-Est (en finnois : Itä-Pasila, en suédois : Östra Böle), est une section du quartier de Pasila  à Helsinki, en Finlande.

## Description

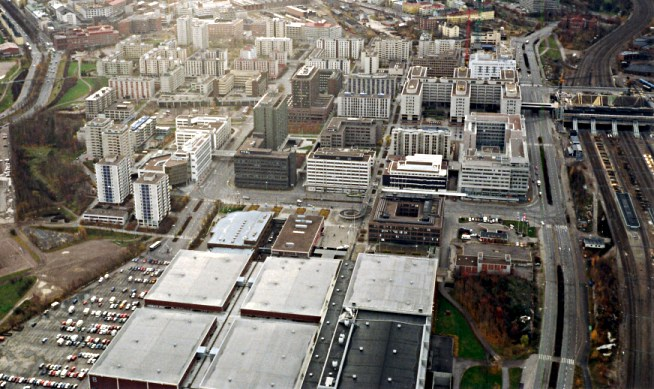
Vue aérienne d'Itä-Pasila en 1989. À l'avant plan, le centre de congrès, à gauche la rue Mäkelänkatu, à droite la ligne ferroviaire et la gare de Pasila en construction.

La construction d'habitations à Itä-Pasila débute en  1974–1978 quand on détruit les entrepôts en bois dont il ne reste que l'ancienne gare en bois de Pasila qui a été déplacée.
La section de Itä-Pasila a une superficie de 0,92 km2, sa population s'élève à 3 833 habitants(1.1.2008) et il offre 9748 emplois (31.12.2005).
Pasila-Est (finnois : Itä-Pasila) est une section avec une forte activité commerciale. 
Itä-Pasila jouit de connexions exceptionnelles par les transports en commun, à l'ouest on trouve la gare ferroviaire où converge des lignes de bus et de tramway.
De nombreux services administratifs sont installés à Itä-Pasila comme le Centre des congrès d'Helsinki, la bibliothèque principale d'Helsinki,  l'agence finlandaise des transports, Destia, le Service national cartographique de Finlande, le Centre pour le développement économique, les transports et l'environnement, le Centre finlandais des retraites, l'AKAVA et l'HSL. On trouve aussi des écoles comme l'université des sciences appliquées Haaga-Helia.

## Galerie

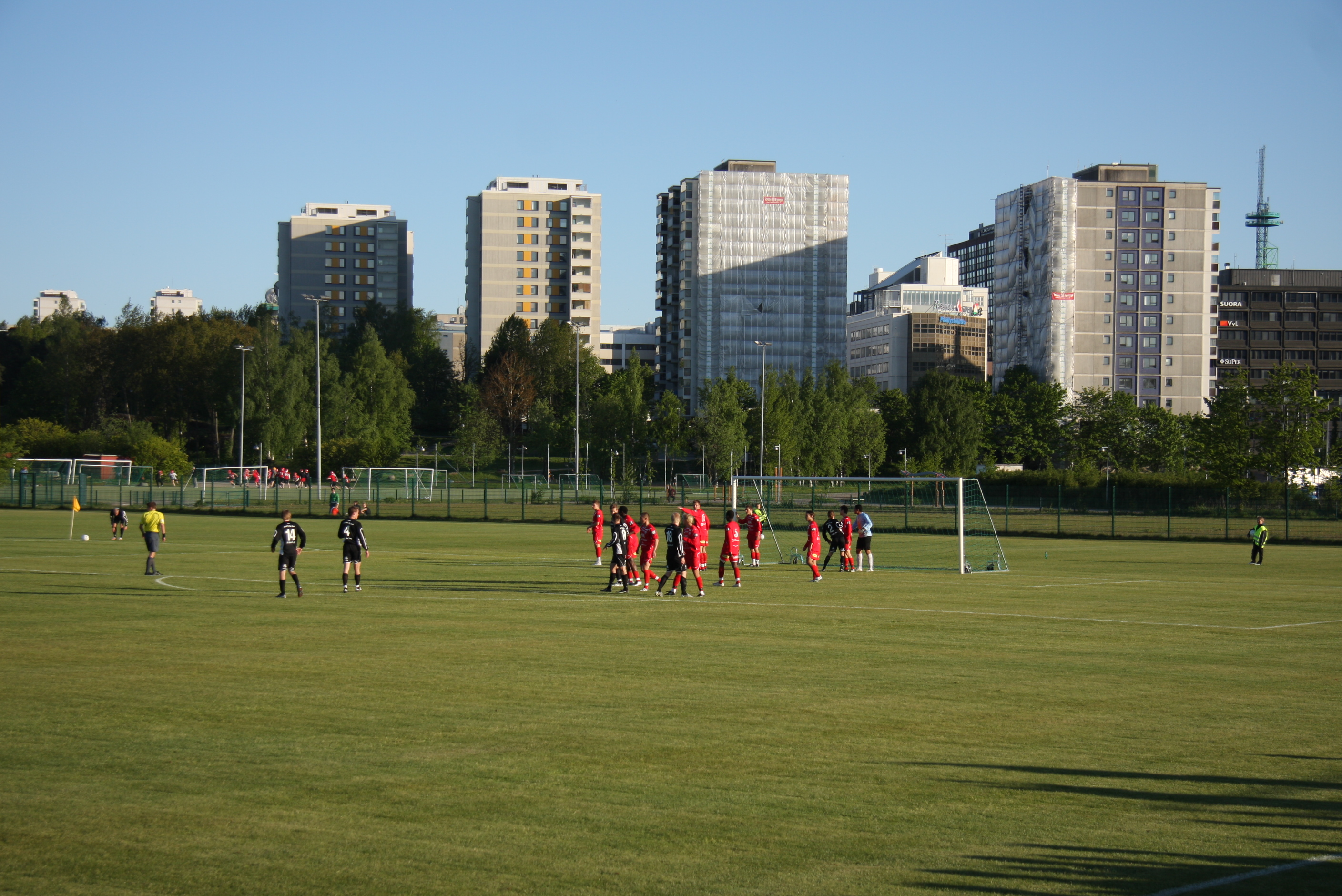
Le parc sportif de Käpylä (fi)[8].
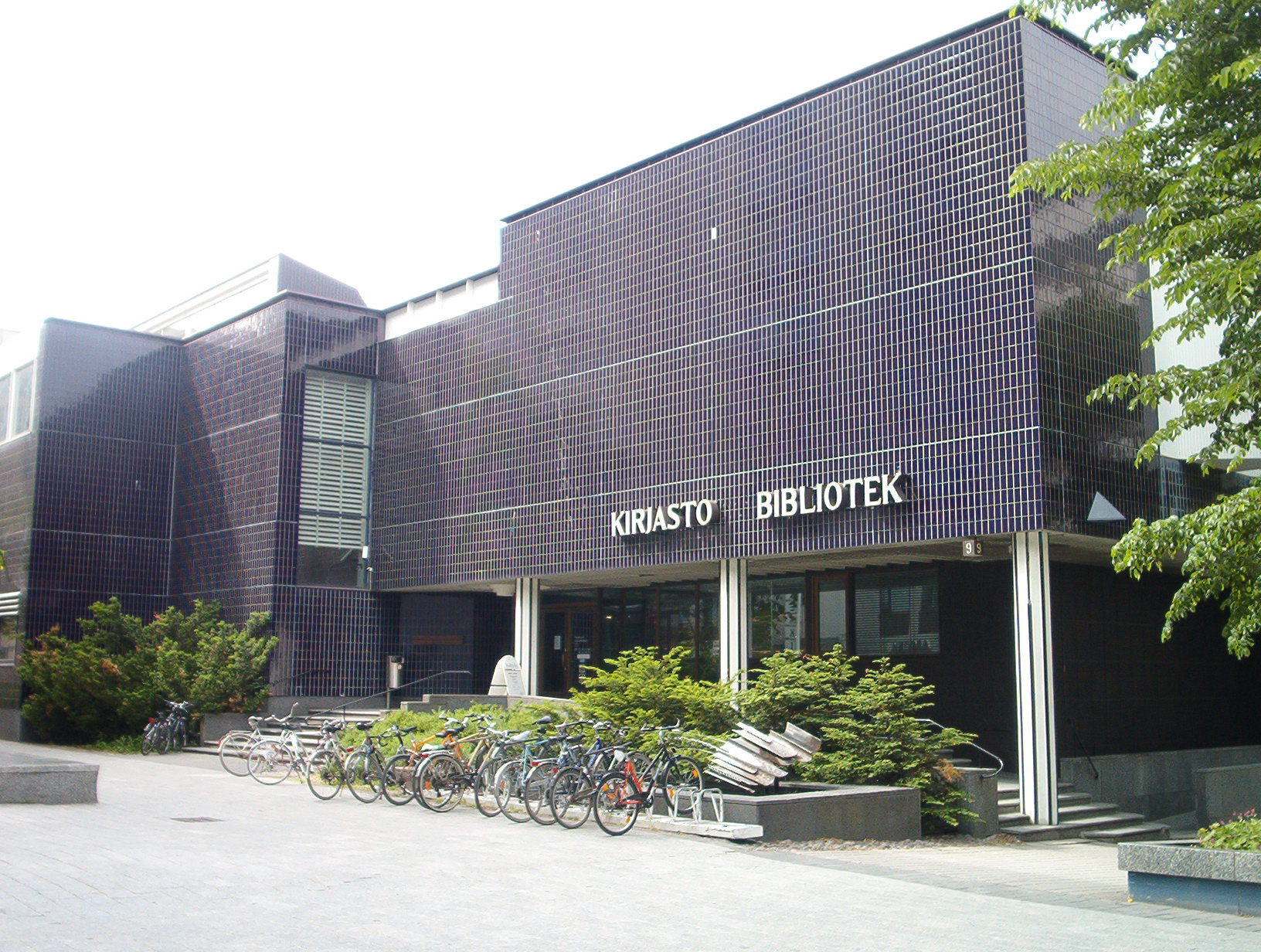
Bibliothèque de Pasila.
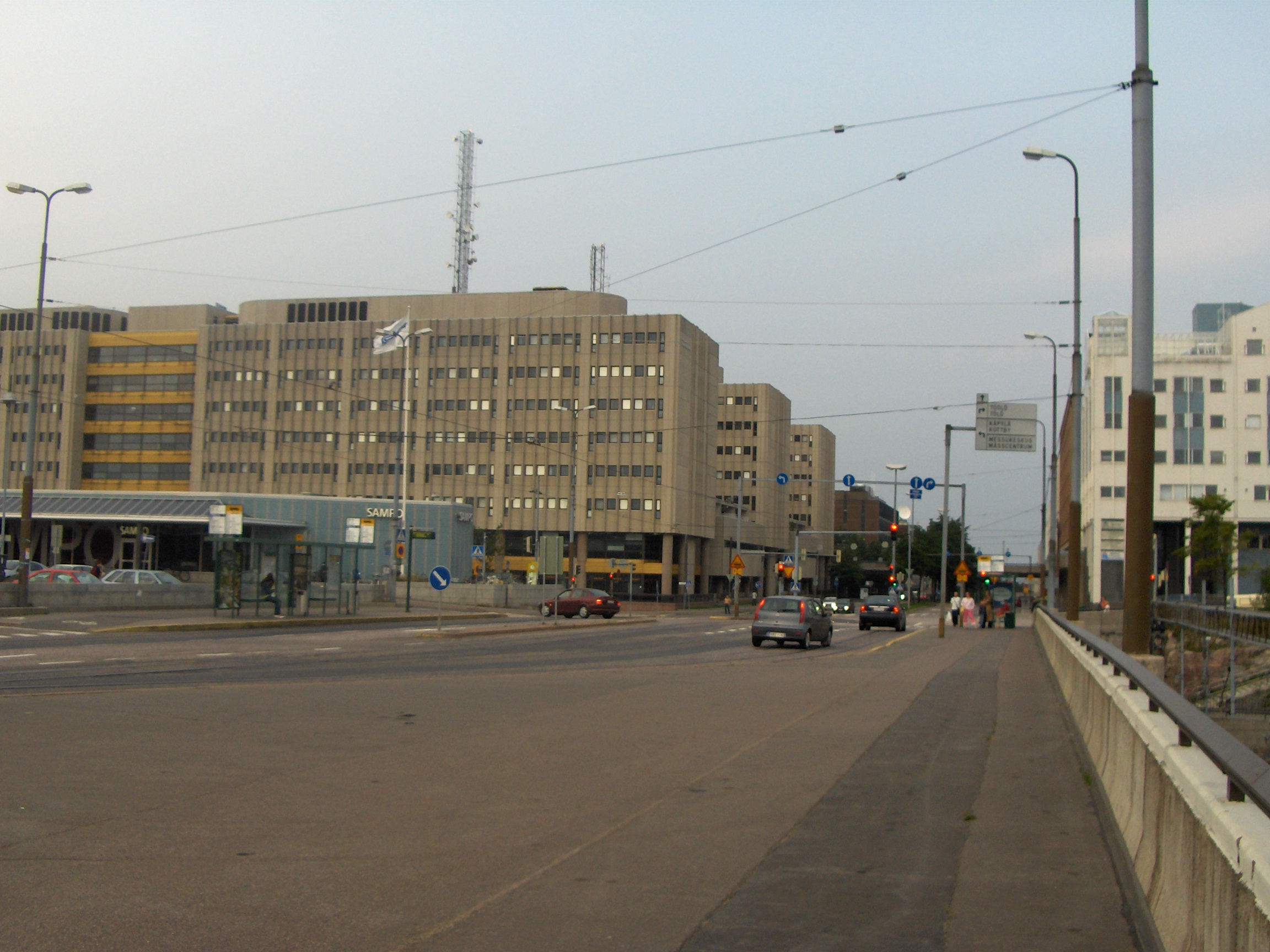
À gauche la gare de Pasila.
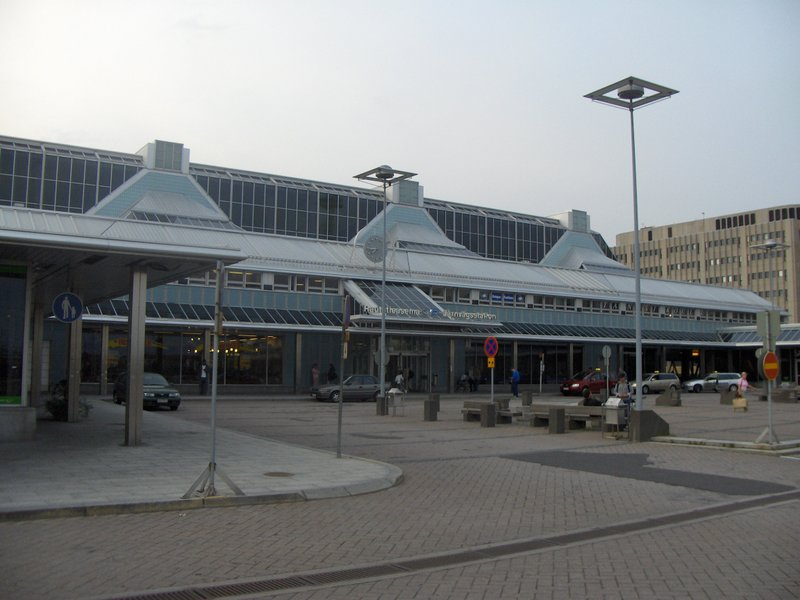
La gare de Pasila.

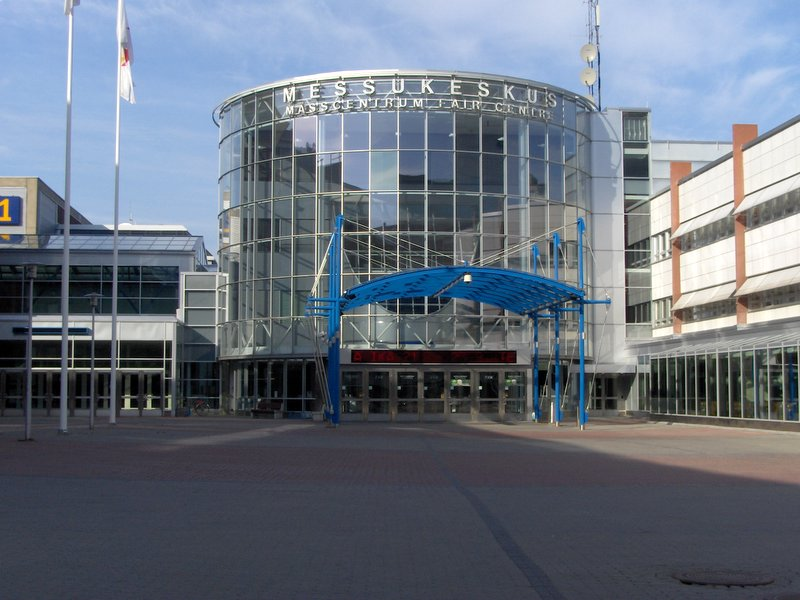
Le centre des congrès d'Helsinki.
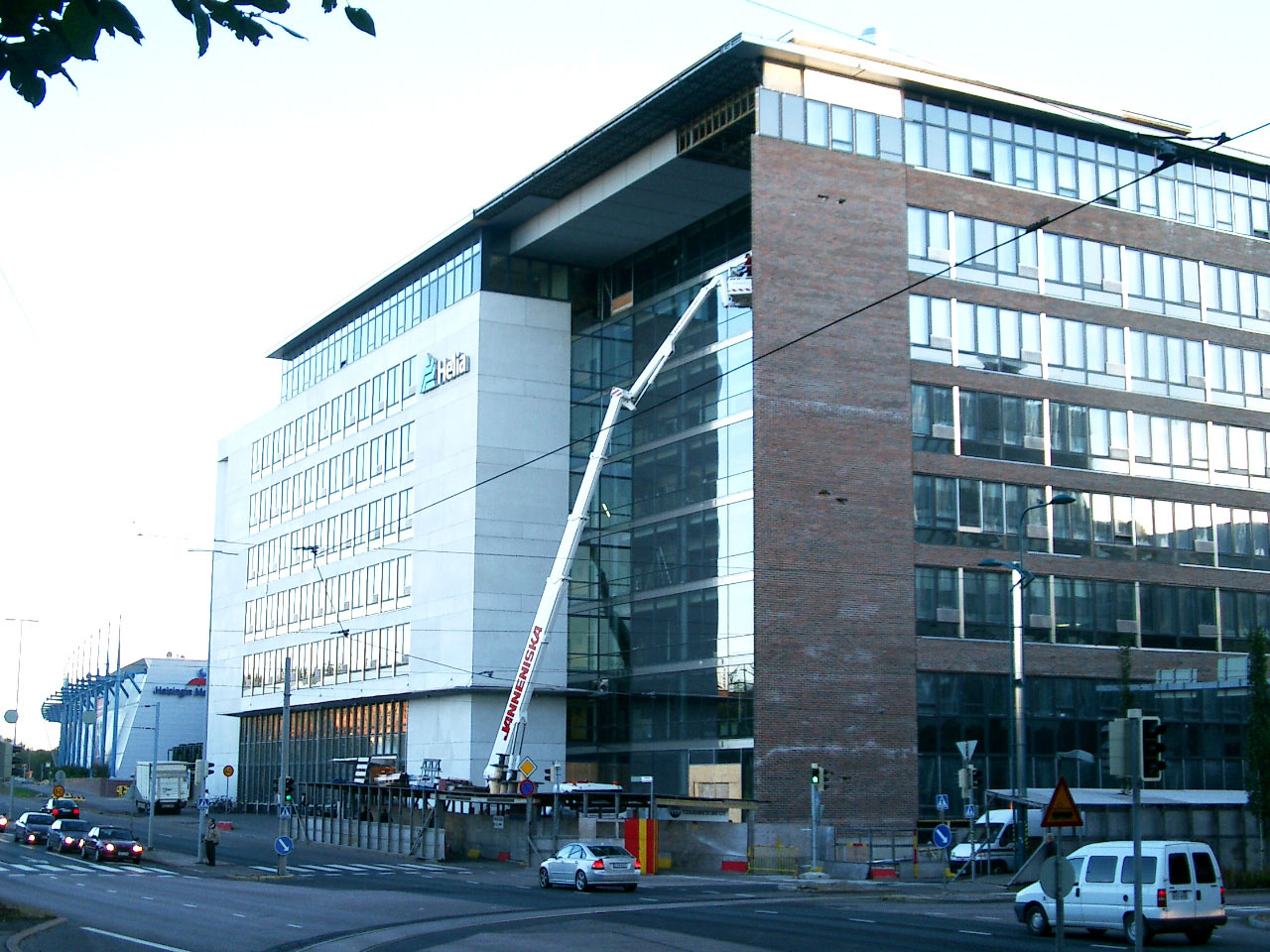
L'école supérieure de commerce Helia.
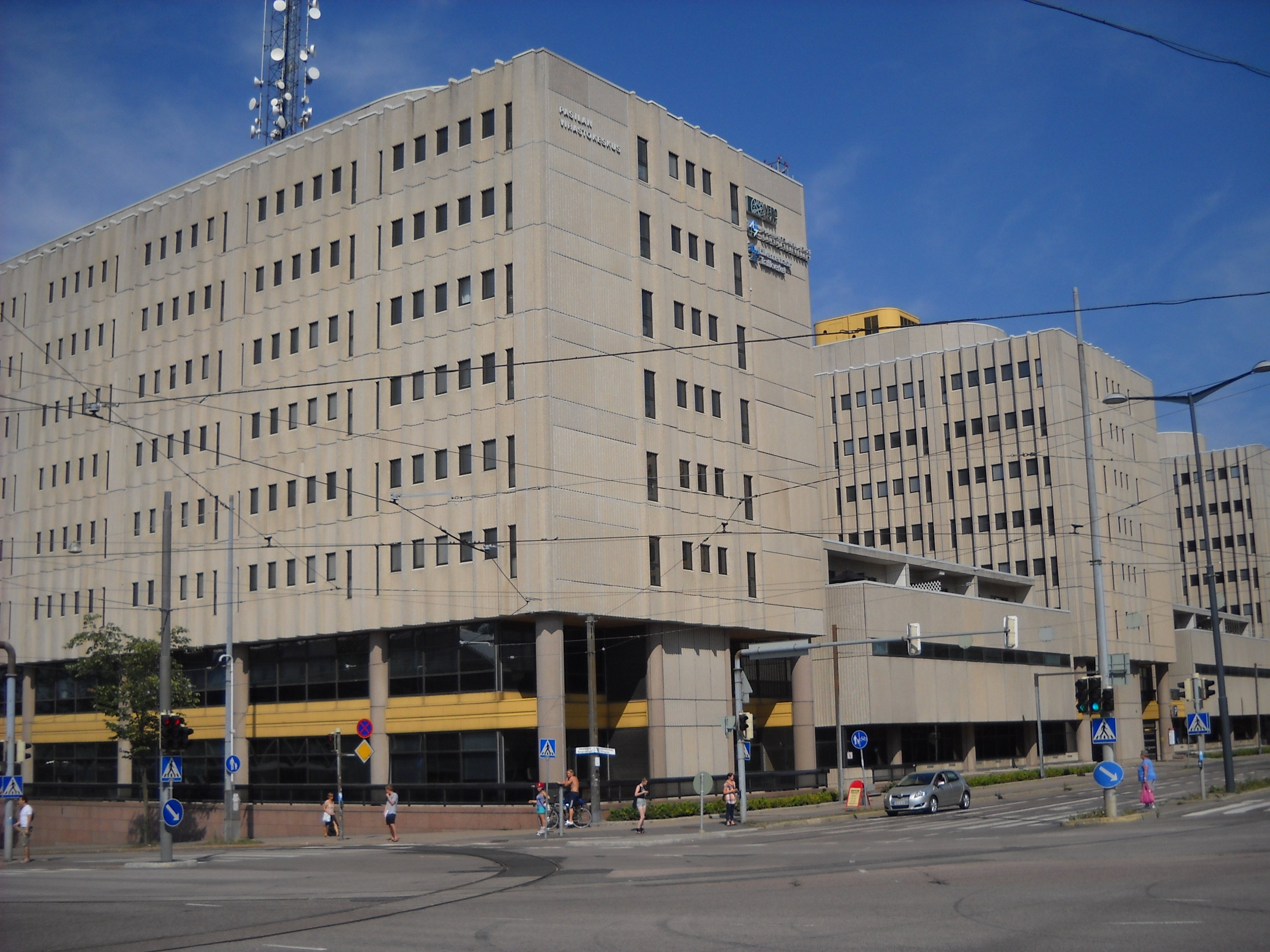
Le centre administratif de Pasila (fi).
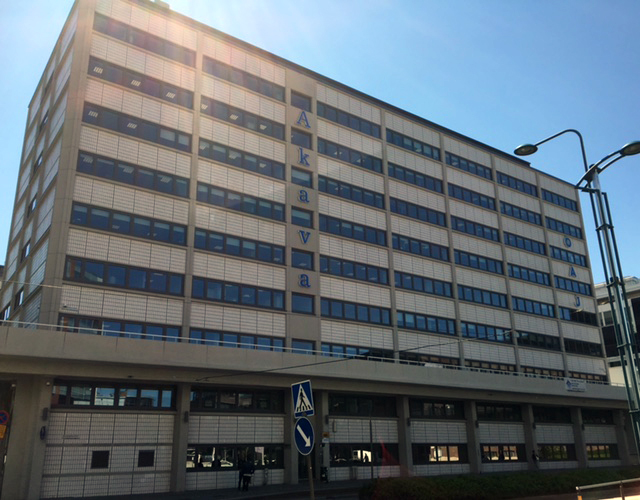
Immeuble d'Akava.